# (90377) Седна
Седна (90377 Sedna по каталогу Центра малых планет) — транснептуновый объект. Получила имя в честь эскимосской богини морских зверей Седны. Была открыта 14 ноября 2003 года американскими астрономами Майклом Брауном, Чедвиком Трухильо и Дэвидом Рабиновицем. Перигелий Седны в 2,5 раза дальше от Солнца, чем орбита Нептуна, а большая часть орбиты расположена ещё дальше (афелий примерно равен 960 а. е., что превышает расстояние Солнце — Нептун в 32 раза). Это делает Седну одним из наиболее удалённых известных объектов Солнечной системы, за исключением долгопериодических комет.
Седна была одним из претендентов на статус карликовой планеты. Спектроскопический анализ показал, что поверхностный состав Седны подобен аналогичному составу на некоторых других транснептуновых объектах и является смесью воды, метана, льдов азота с толинами. Поверхность Седны — одна из самых красных в Солнечной системе.
Седне необходимо примерно 11 400 лет для того, чтобы совершить полный оборот по своей сильно вытянутой орбите, которая в ближайшей от Солнца точке находится на расстоянии 76 а. е., а в дальней — на 900 а. е. Центр малых планет в настоящее время придерживается версии, что транснептуновый объект Седна размещена в рассеянном диске, образовавшемся из пояса Койпера, «рассеянном» за счёт гравитационного взаимодействия с внешними планетами, в основном Нептуна. Однако, эта классификация оспаривается, поскольку Седна никогда достаточно близко не приближалась к Нептуну, чтобы быть рассеянной им, отчего у некоторых астрономов (в том числе и у её первооткрывателя) имеется мнение, что Седну стоит скорее всего считать первым известным представителем внутренней части облака Оорта. Кроме того, имеется предположение, что орбита Седны была изменена под действием гравитации проходящей рядом с Солнечной системой звезды из рассеянного звёздного скопления или даже, что она была захвачена из другой звёздной системы. Также есть предположения, что орбиты Седны и 2012 VP113 являются доказательством того, что за орбитой Нептуна, в нескольких сотнях а. е. от Солнца, имеется крупная планета-пастух, представляющая собой суперземлю или пятый газовый гигант. Астроном Майкл Браун, один из первооткрывателей Седны и карликовых планет Эриды, Хаумеа и Макемаке, считает, что Седна является наиболее важным с научной точки зрения из найденных на сегодняшний день транснептуновых объектов, в связи с её необычной орбитой, которая, скорее всего, может дать ценную информацию о происхождении и ранних стадиях эволюции Солнечной системы.

## Открытие и название

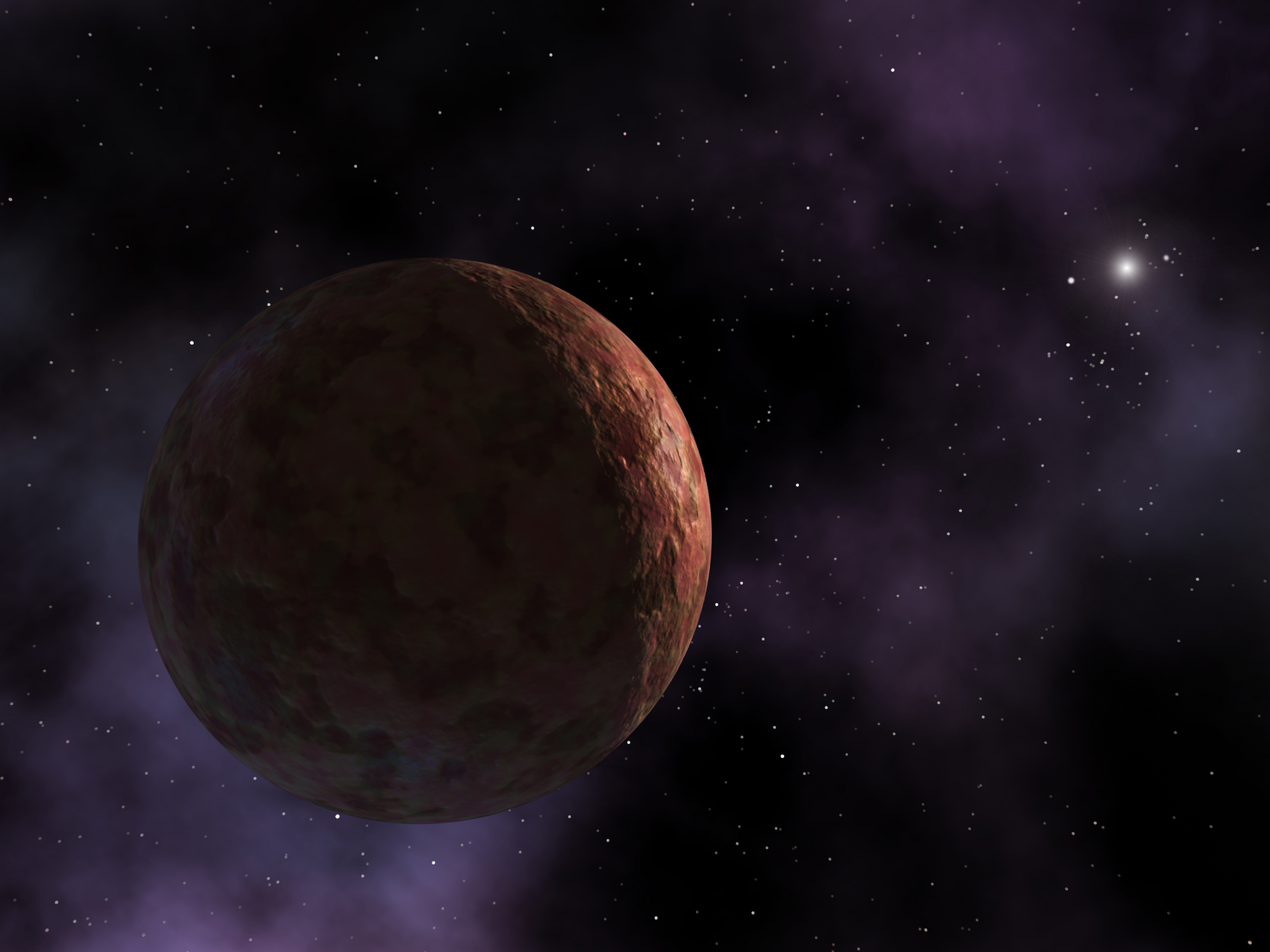
Седна. Художественное изображение НАСА. Правильно отображены её большая удалённость от Солнца и красный цвет поверхности.

Седна была открыта в Паломарской обсерватории в рамках программы поиска транснептуновых объектов, проводившейся с 2001 года группой американских астрономов, в которую входили: Майкл Браун из Калифорнийского технологического института, Чадвик Трухильо из Обсерватории Гемини и Давид Рабиновиц из Йельского университета. В качестве основного инструмента они использовали 1,2-метровый телескоп имени Самуэля Ошина, оснащённый 160-мегапиксельной ПЗС-матрицей. Впервые Седну обнаружили 14 ноября 2003 года на трёх снимках, сделанных в 6:32, 8:03 и 9:38 UTC. За эти 3,1 часа объект переместился на 4,6 угловых секунды  по отношению к звёздам, что указывало на крайне большое расстояние до него — около 100 а. е. Последующие наблюдения, в ноябре-декабре 2003 года с помощью телескопа СМАРТС в Серро-Тололо, Межамериканской обсерватории в Чили, а также с телескопом Tenagra IV в обсерватории Кека на Гавайях показали, что объект двигался по далёкой орбите с большим эксцентриситетом. Позднее объект был идентифицирован на старых изображениях до 1990 года. Эти данные позволили более точно рассчитать его орбиту.
При регистрации открытия объекту было присвоено обозначение 2003 VB12.
На своём сайте Майкл Браун написал:

Наш недавно открытый объект является холодным, самым отдалённым местом, известным в Солнечной системе, поэтому мы чувствуем, что уместно назвать его в честь Седны, богини морей у эскимосов, которая, как полагают, живёт на дне холодного Северного Ледовитого океана.
Оригинальный текст (англ.)Our newly discovered object is the coldest most distant place known in the solar system, so we feel it is appropriate to name it in honor of Sedna, the Inuit goddess of the sea, who is thought to live at the bottom of the frigid arctic ocean.

Браун также предложил Международному астрономическому союзу (МАС) и Центру малых планет, именовать любые объекты, обнаруженные в будущем в области орбиты Седны, в честь богов из мифологий народов Арктики. После данного заявления наименование «Седна» было опубликовано, прежде чем объект был официально пронумерован. Брайан Марсден, руководитель Центра малых планет, заявил, что данная публикация является нарушением протокола и некоторые члены МАС могут голосовать против неё. Однако, против опубликованного наименования возражений не поступило и не было предложено ни одного другого имени для данного объекта. Комитет МАС по наименованию малых тел Солнечной системы официально присвоил Седне имя в сентябре 2004 года, а также предположил, что в случаях заинтересованности, имена космическим объектам могут присваиваться до официального пронумерования.

### Статус
По состоянию на 2022 год, Седна официально не является ни карликовой планетой, ни плутоидом. В резолюции 5, принятой на XXVI Ассамблее Международного астрономического союза, установившей определение карликовой планеты, содержится требование, что она должна иметь «достаточную массу, чтобы войти в гидростатическое равновесие», но анонсированное в этой резолюции «разграничение объектов между карликовыми планетами и другими категориями» до сих пор не разработано. Вне зависимости от этого, некоторые астрономы считают, что размеры Седны позволяют присвоить ей этот статус.

## Орбита и вращение

Орбита Седны (красная) в сравнении с орбитами Юпитера (оранжевая), Сатурна (жёлтая), Урана (зелёная), Нептуна (синяя) и Плутона (сиреневая)

Наклон орбиты составляет 11,932°. У Седны самый длинный орбитальный период среди известных крупных объектов в Солнечной системе, который составляет примерно 11 487 лет (назывались также оценки в 10 836 лет и в 11 664 года). Большая полуось орбиты Седны составляет a = 509,1 а. е., а сама орбита очень вытянутая, с эксцентриситетом, равным e = 0,8506. Перигелий орбиты один из самых отдалённых среди объектов Солнечной системы, и составляет 76,1 а. е. (больше только у 2012 VP113 — 80,51 а. е.), Седна пройдёт его в 2076 году, а афелий составляет 937,6 а. е. При открытии Седны расстояние до неё составляло 89,6 а. е. от Солнца, то есть она в два раза дальше, чем Плутон. Эрида была обнаружена позже тем же самым образом на удалении в 97 а. е. Хотя орбиты некоторых долгопериодических комет простираются дальше, чем Седна, они слишком тусклы для того, чтобы быть обнаруженными, кроме случаев приближения перигелия внутри Солнечной системы. При приближении Седны к своему перигелию в середине 2076 года, Солнце в её небе будет выглядеть просто как очень яркая звезда, только в 100 раз более яркая, чем наблюдаемая нами полная луна на Земле, и слишком удаленная, чтобы можно было различить её диск невооружённым глазом.
При обнаружении Седны первоначально предполагали, что у неё необычно долгий период вращения (от 20 до 50 дней), и что вращение Седны может быть замедлено гравитационным притяжением большого спутника, похожего на спутник Плутона Харон. Проведенный космическим телескопом Хаббл поиск такого спутника в марте 2004 ничего не обнаружил, а последующие измерения телескопом MMT позволили учёным составить картину о более коротком периоде вращения (около 10 часов), который является гораздо более типичным для данного объекта.

## Физические характеристики

Поверхность Седны глазами художника

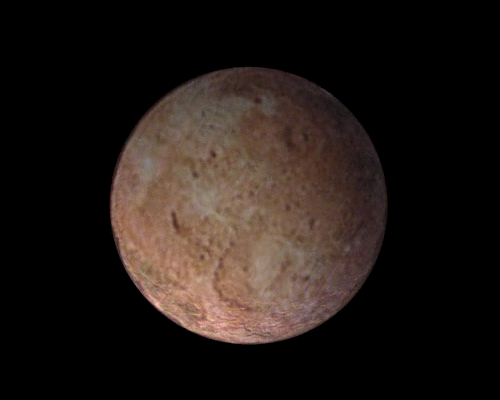
Седна, рисунок НАСА

Абсолютная звёздная величина Седны равняется 1,56 единиц, а альбедо находится в пределах 0,26—0,36.
На момент открытия в 2003 году Седна была самым большим транснептуновым объектом после Плутона. Сегодня она является, скорее всего, только пятой, уступая плутоидам — Эриде, Плутону, Макемаке и Хаумеа.
До 2007 года верхняя граница диаметра Седны оценивалась в 1800 км, но после наблюдений с помощью телескопа Спитцера это значение было снижено до 1600 км. В 2012 году исследования, проводимые обсерваторией Гершеля, позволяют оценить диаметр Седны в 995 ± 80 км, что составляет немного более 40 % размера Плутона и, следовательно, Седна является объектом, меньшим, чем спутник Плутона Харон.
На художественной иллюстрации Седны, представленной NASA журналистам, изображён гипотетический спутник Седны. Однако в апреле 2004 года было установлено, что Седна не имеет спутников. Таким образом, точное определение массы планеты чисто расчётным методом невозможно и требует отправки к ней космического зонда.
Наблюдения с помощью 1,3-метрового телескопа SMARTS в обсерватории Серро-Тололо свидетельствуют, что Седна является одним из самых красных объектов в Солнечной системе, почти такой же красной, как и Марс. Чедвик Трухильо и его коллеги предполагают, что красный цвет Седны обусловлен тем, что её поверхность покрыта углеводородным осадком или толином, образованным из более простых органических соединений вследствие длительного воздействия ультрафиолетового излучения. Поверхность Седны имеет однородный цвет и спектр, что, вероятно, обусловлено тем, что она меньше подвержена влиянию других космических тел по сравнению с объектами, расположенными ближе к Солнцу, которые смогут оставлять светлые пятна на ледяной поверхности (например, на кентавре (8405) Асбол). Седна и два других удаленных объекта ((87269) 2000 OO67 и (308933) 2006 SQ372) разделяют цвет с внешними классическими объектами пояса Койпера и кентавром (5145) Фол, намекая на схожий регион происхождения.
При более чётком рассмотрении расчёты показывают, что поверхность Седны не может быть покрыта более чем на 60 % замерзшим метаном, и не может быть покрыта более чем на 70 % водным льдом. Наличие метана также подтверждает теорию о существовании толина на поверхности Седны, так как он образуется при облучении метана. Мария Баруччи и её коллеги при сравнении спектров Седны и Тритона обнаружили полосы абсорбции, принадлежащие льдам метана и азота. Благодаря этому они предположили состав поверхности Седны, отличный от состава, предложенного Трухильо и его коллегами: 24 % толина, схожего по типу с толином, обнаруженным на Тритоне, 7 % аморфного углерода, 10 % азота, 26 % метанола и 33 % метана. Присутствие метана и водного льда было подтверждено в 2006 году фотометрией инфракрасного излучения при помощи космического телескопа Спитцер.
Наличие азота на поверхности Седны указывает на то, что она хотя бы на короткое время могла иметь атмосферу. Во время 200-летнего, более близкого к перигелию периода, максимальная температура на Седне должна превысить 35,6 K (−237,6 °C). При достижении данных температур поверхности должен произойти переход между альфа-фазой и бета-фазой твёрдого азота, наблюдаемый на Тритоне. Достигнув температуры в 38 K, давление паров азота составит 14 микробар (0,000014 атмосфер). Однако, насыщенный красный спектральный наклон свидетельствует о высокой концентрации органических веществ на поверхности Седны, а слабые полосы абсорбции метана показывают, что метан не образовался недавно и имеет более древнее происхождение. Это означает, что поверхность Седны слишком холодна для того, чтобы метан испарялся, а затем возвращался в виде снега, как это происходит на Тритоне и, вероятно, на Плутоне.
Опираясь на модель внутреннего нагревания Седны благодаря радиоактивному распаду, некоторые учёные делают предположение о наличии у Седны способности поддерживать подземный океан воды в жидком состоянии.

## Классификация
Первооткрыватели Седны утверждают, что она является первым наблюдаемым объектом облака Оорта, поскольку её афелий существенно дальше, чем у известных объектов пояса Койпера. Другие исследователи причисляют её к поясу Койпера.
Первооткрыватель Седны Майкл Браун приводит три версии того, как Седна могла оказаться на своей орбите: гравитационное влияние неоткрытой транснептуновой планеты, однократное прохождение звезды на расстоянии порядка 500 а. е. от Солнца и формирование Солнечной системы в звёздном скоплении. Последнюю версию учёный считает наиболее вероятной. Тем не менее, пока не будут открыты другие объекты со схожими орбитами, ни одну из гипотез проверить невозможно.
Открытие Седны оживило дискуссию о том, какие объекты Солнечной системы следует считать планетами.

## Исследования
Седна достигнет перигелия примерно в 2075—2076 годах. Наибольшая приближенность к Солнцу даст учёным возможность для более подробного изучения (следующего приближения придётся ждать около 11 500 лет). Хотя Седна и внесена в список исследований Солнечной системы НАСА, в ближайшем времени не планируется никаких миссий.
Исследователи ИКИ РАН вычислили, что наиболее благоприятный момент запуска для достижения Седны — 2029 год. При запуске в этот год, полёт к ней может занять не более 18 лет. При нынешних технических возможностях человечества, для достижения Седны аппараты к ней можно будет отправлять и позже, вплоть до 2037 года, но чем позднее состоится запуск, тем дольше будет перелёт.